# 现在人民
现在人民（法語：Maintenant le Peuple，缩写为MLP）是欧盟国家的一个左翼政治组织。该组织成立于2018年4月。

## 成员
- 丹麦 团结名单—红绿联盟
- 德国 左翼党
- 芬兰 左翼联盟
- 法國 不屈法国
- 義大利 意大利左翼
- 葡萄牙 左翼集团
- 西班牙 我们能
- 瑞典 左翼党